# Newport (Waszyngton)

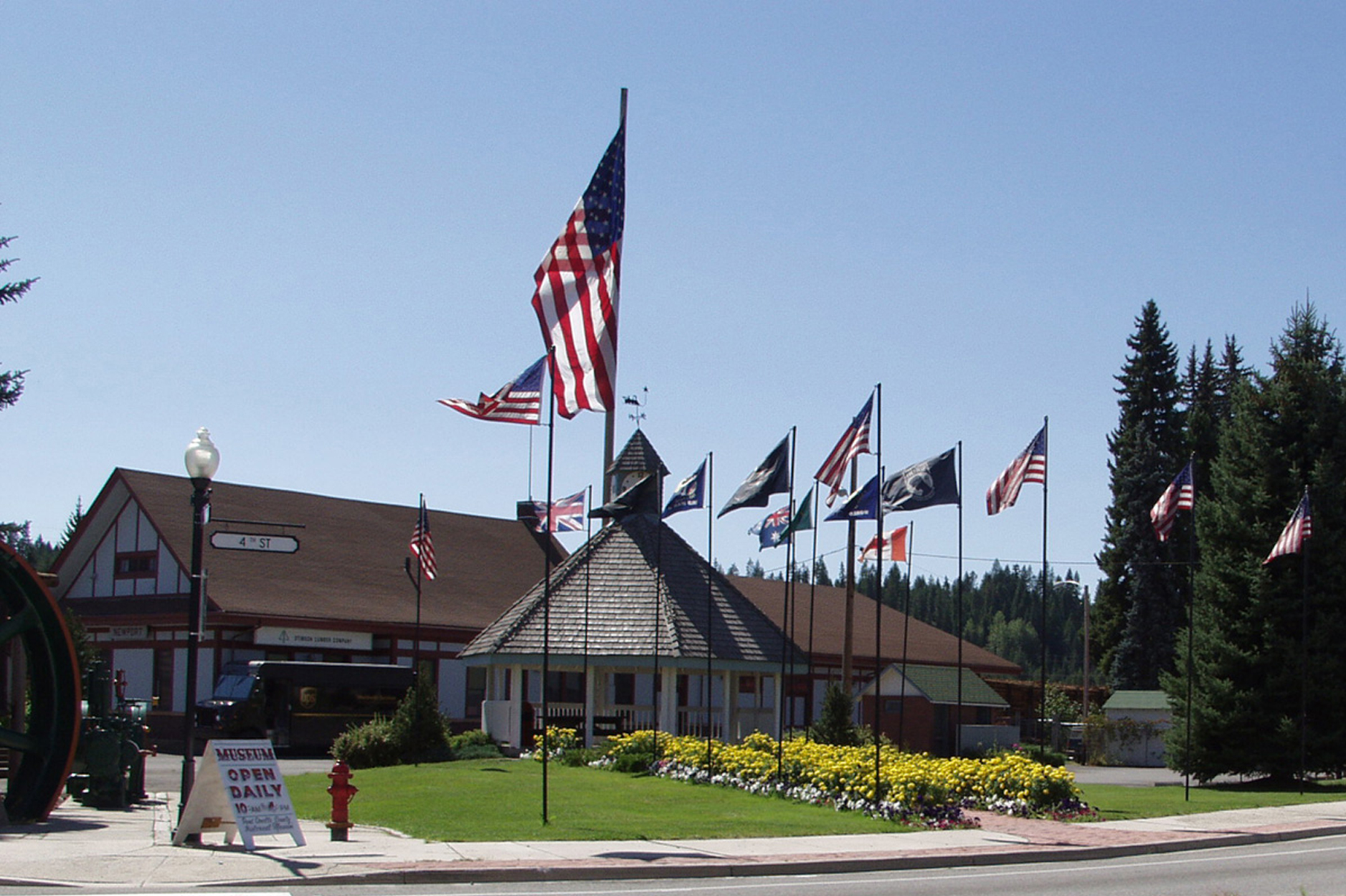
Muzeum Historyczne w Hrabstwie Pend Oreille.

Newport – miasto w Stanach Zjednoczonych, w północno-wschodniej części stanu Waszyngton, ośrodek administracyjny hrabstwa Pend Oreille, położone przy granicy stanu Idaho, nad rzeką Pend Oreille. Według danych United States Census Bureau w 2000 roku miejscowość liczyła 1921 mieszkańców.
Newport nabyło prawa miejskie 16 kwietnia 1903 roku.